# Église Saint-François de Saronno
L’église Saint-François (en italien Chiesa di San Francesco), dont les origines remontent au XIIIe siècle, est la plus ancienne église de Saronno (province de Varèse) en Italie.

## Historique
L'église aujourd'hui dédiée à Saint-François était initialement dédiée à saint Pierre ; les premières informations à son sujet remontent à 1154. Elle est devenue une nécropole pour les habitants de Saronno et, au XIIIe siècle, a accueilli les Frères Mineurs, disciples de Saint-François. Le vicaire ou le curé de Saronno ont conservé les droits paroissiaux sur le maître-autel pendant plusieurs siècles, même si l'église a reçu les privilèges d'une église régulière. En 1570, saint Charles Borromée décida de remédier aux différends qui avaient surgi entre le curé et les frères en transférant les droits de la paroisse à l'église de Saint-Marie, aujourd'hui dédiée aux saints Pierre et Paul, et en dédiant l'ancienne église à saint François. Le monastère franciscain a été supprimé par les Français à la fin du XVIIIe siècle et l'église, le monastère et les biens de l'ordre ont alors été vendus. L'église est ensuite passée entre plusieurs mains jusqu'à ce qu'elle soit confiée au curé prévôt de Saronno au milieu du XIXe siècle.
C'est dans cette église que fut fondé en 1850 par Angelo Ramazzotti, le PIME (Institut pontifical pour les missions étrangères), ensuite transféré à Milan. En 1931, l'église est classée monument national. L'église a subi plusieurs restaurations et interventions au cours du XXe siècle. Ces dernières années, elle a fait l'objet d'importants travaux de restauration : en 2021, le dernier chantier de la nef centrale et de la contre-façade a été ouvert sous la direction de l'architecte Carlo Mariani.

## Architecture
L'église est situé sur la place du même nom. L'édifice comporte trois nefs (sur six travées) avec douze chapelles latérales et un profond chœur en hémicycle. La quatrième travée, correspondant aux chapelles de Saint Antoine et de l'Immaculée, est la plus large. La façade de style baroque datant du XVIIIe siècle, est un mur pignon coiffé d'ondulations bouclées. Sa partie centrale est encadrée par deux pilastres surmontés d'un chapiteau. L'église est flanquée côté est d'un campanile  quadrangulaire et attenant côté sud-ouest de l'ancien couvent franciscain, aujourd'hui une résidence privée, dont la porte principale s'ouvre sur la place.
Dans les niches situées de part et d'autre de la fenêtre centrale sont placées les deux statues de Saint François et de Saint Antoine de Padoue, réalisées en 1774 en pierre calcaire, fortement endommagées et remplacées en 2004. La corniche orne le devant des versants du toit, là où le parcours sinueux converge vers le haut, juste au-dessus de la longue corniche qui relie les piliers et les pinacles. La façade telle que nous la voyons aujourd'hui est le résultat d'une rénovation du XVIIe-XVIIIe siècle. La partie centrale, datant du XVIIe siècle, est définie par deux pilastres monumentaux. Des chapiteaux ioniques soutiennent une architrave classique qui termine par des cuspides pyramidales. Les volutes des chapiteaux ioniques sont reliées par une frise florale formée par une guirlande de lys. Les deux portails latéraux peuvent être datés de la même période avec un motif décoratif similaire. Le sommet de la façade centrale, qui se poursuit sur les deux parties latérales, témoigne une intervention du XVIIIe siècle (vers 1750).
À l'extérieur de l’abside de l’église, dans la rue Carcano a été placé un autel païen retrouvé au XXe siècle sur le côté de l'édifice avec une dédicace datant de l'époque du bas Empire romain ainsi inscrite : « Quintus Cassius Mercator Deis Deabus » (le marchand Quintus Cassius dédie aux dieux et aux déesses).

## Description

### Nef centrale: L'apothéose franciscaine
Le cycle de fresques fut commandé par le père gardien Gerolamo Maderna à Giovanni Ambrogio Legnani en 1678. Il paraît vraisemblable que Legnanino lui-même, fils de Giovanni Ambrogio, ait pu assister son père pendant l'exécution de l'œuvre.
On découvre successivement à gauche, en commençant par l'autel :
- Saint François consolé par l'ange à Rieti
- La prédication de saint Antoine contre les avares, les usuriers et les luxurieux. La femme assise représente l’Histoire
- L'apothéose de Marie Immaculée, Jean Duns Scot et les docteurs franciscains
- Saint Antoine ressuscite un mort qui proclame l’innocence de son père, condamné à mort
- Saint François ressuscite un enfant tombé dans l’eau bouillante
- Saint Antoine rattache le pied qu’un jeune homme s’était coupé, ayant donné un coup de pied à son père.

Et l'on peut voir successivement à droite, en partant de la porte principale :
- Saint Antoine refusant les dons d'Ezzelino III da Romano
- L’approbation de la Règle: saint François et pape Innocent III
- Saint Antoine devant Ezzelino III da Romano faisant semblant de se repentir
- La Vierge, médiatrice de grâces, exaltée par les docteurs dominicains et franciscains
- Saint Antoine devant Ezzelino III da Romano.
- Une fresque effacée qui devait probablement représenter la mort de saint François.

Les 21 médaillons représentent les cardinaux franciscains de l’Ordre Mineur (côté droit) et les rois de France et d’Espagne (côté gauche).
La restauration des fresques a été entreprise en 2023.

### Chapelles latérales de droite
Elles au nombre de six, à savoir, dans l'ordre :
1. Chapelle de l’Ange gardien (XVe siècle) : Sur les piliers figurent des représentations de sainte Lucie et de sainte Catherine.
2. Chapelle du Crucifix : Anciennement dédiée à l'Annonciation, elle porte une statue en bois (de la fin du XVIe siècle). La chapelle était le patronage de la famille Visconti (1552), déjà propriétaire du palais Visconti de Saronno. Sur la voûte on en aperçoit le blason, flanqué à celui de la famille Rossi de Parme. Sur les piliers on trouve représentés saint Henri empereur, un évêque et, en face, saint Defendente martyr.
3. Chapelle de saint Charles : La fresque du saint fut commandée par Angelo Ramazzotti au XIXe siècle. À l'origine, elle était dédié aux apôtres Philippe et Jacques et au patronage de la famille Borroni, les fresques remontent à 1607. Sur les piliers quelques Martyrs franciscains.
4. Chapelle de saint Antoine de Padoue : La gloire de saint Antoine est l'œuvre de Stefano Maria Legnani dit le Legnanino. Les fresques sont de Jean-Baptiste et Jérôme Grandi tandis que les deux ovales sur toile sont d’Andrea Porta[3]. Sur les piliers quelques Martyrs du Maroc.
5. Chapelle de saint Jean-Baptiste : Chapelle de patronage de la famille Reina[5] ; dans la voûte on remarque les armoiries des familles Carcano, Crivelli, Zerbi et Lucini. Des fresques datant de 1605 représentent des scènes de la vie du Baptiste, de sainte Catherine de Sienne et de sainte Apolline. Dans les ronds saint Blaise et sainte Agathe. Le retable représente saint Mammès en train de baptiser un groupe de fidèles et d'offrir du lait, attribut typique de l'iconographie du Saint (1700). Sur les piliers sont représentés saint Jérôme, saint Gothard et saint Adjutor (martyr du Maroc).
6. Chapelle dédiée un temps aux saints Côme et Damien (1570).

On trouve à leur suite l'atrium de la sacristie, la sacristie et le campanile. En parcourant les escaliers qui serpentent sur le clocher, on peut encore apercevoir les anciennes structures qui permettaient l’accès à l’église du couvent adjacent. Une visite du grenier, permet de saisir les transformations de l'édifice au cours des siècles. 
Une plaque qui rappelle la fondation du PIME (Institut Pontifical Mission Étrangère) par Angelo Ramazzotti (1850).

### Chapelles latérales de gauche
Elles sont également au nombre de six :
1. Chapelle du Saint-Rosaire : La Vierge à l'Enfant (XVIe siècle), entourée par les mystères du saint Rosaire, est une œuvre d'Aurelio Luini[3], fils du célèbre Bernardino. Sur le pilier : le célèbre docteur Lirano, franciscain du XIVe siècle et en face de sainte Madeleine.
2. Chapelle de sainte Catherine : À la place du retable se trouve « L'extase de saint Joseph de Cupertino » et les statues de saint Antoine et saint Roch. Sur les piliers, saint Louis d'Anjou, évêque, et sainte Lucie.
3. Chapelle de l'Immaculée : La chapelle, est surmontée d'une coupole octogonale du XVIe siècle, portant les peintures des quatre Docteurs de l'Église, avait une abside plus large abattue au XIXe siècle pour élargir la voie surplombant. La statue de Marie-Immaculée (1712) fut transportée dans l'église prévôtale des saints Pierre et Paul après la suppression napoléonienne. On peut admirer les statues de Notre-Dame-de-la-Peine, de saint Charles et de saint Ambroise. Sur les piliers sont représentées sainte Marthe, Sainte Ursule, sainte Marguerite et la figure d’un évêque mise à jour au cours des travaux de restauration de 1990.
4. Chapelle de saint Martin de Tours : Patronage de la famille Visconti. Il y a une statue de saint Joseph. Sur les piliers Saint Louis, roi de France, et Saint Jérôme.
5. Chapelle de la Piété (cappella del compianto) : On y trouve le « Défunt », magnifique groupe de statues en bois œuvre de la fin du XVe siècle / début du XVIe siècle. Le groupe est composé des statues de Marie avec le Christ mort, saint Jean et sainte Madeleine[1]. L'œuvre est attribuée par certains à Andrea Corbetta, qui avait travaillé dans le sanctuaire voisin de la Sainte-Vierge-des-Miracles. Sur la voûte, œuvres de A. Bianchi (1605).
6. Chapelle de saint Joseph de Cupertino (originellement dédiée à Sainte-Ursule) : On peut admirer une toile, attribuée à Bellotti de Busto Arsizio, dépeignant saint Joseph de Cupertino et la possédée.

### Presbytère et abside
Presbytère
L'arc qui ouvre le presbytère porte l’Annonciation peinte par Luini. La voûte avec des symboles de l'Eucharistie est de Tommaso Legnani. Les œuvres placées sur les parois latérales, œuvres d'Andrea Lanzani (1641-1712), représentent « Moïse qui implore la manne » et, à gauche de l’autel, « Moïse qui fait jaillir l'eau ». À la suite des récentes restaurations, sur l'arc au centre du presbytère est maintenant visible la date 1635 et le blason de la famille Campi.
Abside et chœur
Dans l'abside, ovale avec saint François qui reçoit les stigmates (notez le détail du clou dans les mains du saint). Dans les quatre médaillons : « l'Obéissance », « la Pauvreté », « la Chasteté » et « la Pénitence », œuvres de Lanzani. Le chœur en bois du XVIIIe siècle a été relocalisé à Saint-François à la fin du XXe siècle après les spoliations du XVIIIe - XIXe siècle.